# Форт Бентон (Монтана)
Форт Бентон (енгл. Fort Benton) град је у америчкој савезној држави Монтана.

## Демографија
По попису из 2010. године број становника је 1.464, што је 130 (-8,2%) становника мање него 2000. године.
| Група             | 2000.         | 2010.         |
| Белци             | 1.555 (97,6%) | 1.419 (96,9%) |
| Афроамериканци    | 3 (0,2%)      | 1 (0,1%)      |
| Азијати           | 6 (0,4%)      | 3 (0,2%)      |
| Хиспаноамериканци | 9 (0,6%)      | 9 (0,6%)      |
| Укупно            | 1.594         | 1.464         |